# Суходол (Фатежский район)
Суходо́л — деревня в Фатежском районе Курской области. Входит в состав Солдатского сельсовета.

## География
Расположена в 16 км к юго-западу от Фатежа в верховье ручья — притока речки Холчи. В деревне есть пруд, расположенный на этом ручье. Высота над уровнем моря — 191 м. Деревню окружают урочища Смородинный Лес, Долгий Лес, Просека, Суходол и Сосновый Лог.
Климат
Суходол, как и весь район, расположен в поясе умеренно континентального климата с тёплым летом и относительно тёплой зимой (Dfb в классификации Кёппена).
Часовой пояс
Деревня Суходол, как и вся Курская область, находится в часовой зоне МСК (московское время). Смещение применяемого времени относительно UTC составляет +3:00.

## История
В XVIII—XIX веках деревня называлась Халчи-на-Суходоле, что указывало на её расположение в Холчёвской степи на безводной балке. 
По данным 1-й ревизии 1719 года в Суходоле проживала 221 душа мужского пола, т.е. с учётом женского пола население деревни составляло около 450 человек. Почти всё население Суходола составляли крепостные крестьяне, но было и 2 двора лично свободных однодворцев. Здесь жили крепостные Григория Андреевича Беленихина, Евтихия Андреевича Алисова, Ивана Ермоловича Спесивцева, Михаила Осиповича Левшина, а также однодворцы Азаровы и Воронцовы (по 1 двору), у которых во владении были крепостные деловые люди.
По данным 3-й ревизии 1762 года крестьянами Суходола владели: адъютант Иван Тимофеевич Беленихин, дворянин Борис Григорьевич Беленихин, девица Елена Тимофеевна Беленихина, помещица Настасья Родионовна Беленихина, солдат Алексей Евстифеевич Алисов, ротный квартирмейстер Василий Давыдович Спесивцев, Федот Кирилович Спесивцев, помещица Евдокия Родионовна Спесивцева и другие. До 1779 года деревня входила в состав Усожского стана Курского уезда. В 1779—1924 годах в составе Фатежского уезда.
В XIX веке Суходол был владельческим сельцом — населённым пунктом, в котором располагался дом помещика. Суходол был частью прихода Казанского храма села Дмитриевского-на-Холчах (ныне Верхние Халчи). По данным 9-й ревизии 1850 года крестьянами Суходола владели: жена поручика Варвара Мозалевская (84 души мужского пола), жена коллежского секретаря Елена Сербина (46 д.м.п.), дворянин Павел Спесивцев (17 д.м.п.), жена коллежского секретаря Анна Борзенкова (1 д.м.п.). В 1862 году здесь было 20 дворов, проживало 222 человека (120 мужского пола и 102 женского). В 1861—1924 годах деревня входила в состав Дмитриевской волости Фатежского уезда. К концу XIX века в Суходоле действовали 2 земские школы. В 1900 году здесь проживало 239 человек (121 мужского пола и 118 женского), а к 1915 году в деревне было 39 дворов, проживало 283 человека (140 мужского пола и 143 женского). В начале XX века в Суходоле жили мировой судья 3-го участка Фатежского уезда, коллежский секретарь Владимир Петрович Апарьев и исполняющий должность секретаря Павел Захарович Беседин.
После установления советской власти деревня вошла в состав Нижнехалчанского сельсовета. В советское время в Суходоле действовала школа. В 1937 году в деревне было 66 дворов. Во время Великой Отечественной войны, с октября 1941 года по февраль 1943 года, находилась в зоне немецко-фашистской оккупации. В 2010 году, с упразднением Нижнехалчанского сельсовета, деревня вошла в состав Солдатского сельсовета.

## Население
| 1862 | 1900 | 1905 | 1915 | 1979 | 1989 | 2002 |
| ---- | ---- | ---- | ---- | ---- | ---- | ---- |
| 222  | ↗239 | ↘194 | ↗283 | ↘145 | ↘96  | ↘70  |
| 2010 |      |      |      |      |      |      |
| ↘37  |      |      |      |      |      |      |

## Инфраструктура
Личное подсобное хозяйство. В деревне 33 домов.

## Транспорт
Суходол находится в 14 км от автодороги федерального значения М2 «Крым» (Москва — Тула — Орёл — Курск — Белгород — граница с Украиной) как часть европейского маршрута E105, в 9 км от автодороги регионального значения 38К-038 (Фатеж — Дмитриев), в 4 км от автодороги межмуниципального значения 38Н-679 (38К-038 — Солдатское — Шуклино), в 0,5 км от автодороги 38Н-681 (38Н-679 — Верхние Халчи), в 26,5 км от ближайшего ж/д остановочного пункта 552 км (линия Навля — Льгов I).
В 165 км от аэропорта имени В. Г. Шухова (недалеко от Белгорода).